# HMS Monarch (1765)
Pour les autres navires du même nom, voir HMS Monarch.
Le HMS Monarch est un vaisseau de ligne de 3e rang, portant 74 canons, en service dans la Royal Navy de 1765 à 1813.

## Conception et construction
Le HMS Monarch est un vaisseau de ligne de la classe Ramillies (en).

## Service actif

### Guerre d'Indépendance des États-Unis
Le Monarch reçoit son baptême du feu en 1778 lors de la bataille d'Ouessant puis combat dans l'escadre de Rodney au cap Saint-Vincent en 1780. Commandé par le capitaine Francis Reynolds-Moreton, il participe dans l'escadre de Graves à la bataille de la baie de Chesapeake. Au début de l'année 1782, le Monarch participe à la prise de Saint-Eustache et aux batailles de Saint-Christophe, des Saintes et du canal de la Mona.

### Guerres de la Révolution et de l'Empire
En 1795, au sein d'une division commandée par l'amiral Keith, le Monarch participe à la prise du Cap après la bataille de Muizenberg (en). En 1797, il mène la colonne britannique de droite à la bataille de Camperdown. En 1801, il bombarde Copenhague au sein de la flotte de Nelson. Au cours de cet engagement, son capitaine, James Robert Mosse, est tué, et l'équipage perd 200 de ses membres, dont 55 tués.
En 1808, le navire participe à l'évacuation vers le Brésil de la famille royale portugaise.

## Dernières années
Le Monarch est démoli en 1813.